# Christof Mariën
Christof Mariën (né le 17 septembre 1977, à Turnhout) est un coureur cycliste belge.

## Biographie
Il compte cinq victoires à son palmarès.

## Palmarès
- 1996
  - 2e du championnat de Belgique de l'américaine juniors
- 1997
  - Zuidkempense Pijl
- 2001
  -  Champion de Belgique de l'américaine (avec Steven Thijs)
  -  Champion de Belgique de poursuite par équipes
  - 5e étape du Tour du Faso
  - 3e du championnat de Belgique de l'omnium
- 2005
  - 7e et 11e étapes du Tour du Faso
- 2008
  - 4e et 8e étapes du Tour du Faso

## Classements mondiaux
| Année           | 2006 | 2007 | 2008 | 2009 |
| --------------- | ---- | ---- | ---- | ---- |
| UCI Africa Tour | 51e  |      |      | 68e  |